# Temnikov
Temnikov (Russisch: Темников) is een stad in de Russische autonome republiek Mordovië. 

## Geografie
De stad ligt ongeveer 160 km noordwest van de republiekhoofdstad Saransk aan de Moksja, een zijrivier van de Oka die weer in de Wolga uitmondt.
Temnikov is bestuurscentrum van het gelijknamige rajon.

## Geschiedenis
Temnikov werd in de 14e eeuw acht kilometer stroomafwaarts als vestingstad gesticht. In 1536 werd de stad naar de huidige locatie verplaatst; op de oude plek is het dorp Stary Gorod (oude stad) blijven bestaan. Daarmee is Temnikov de oudste stad van Mordovië.
In 1779 kreeg de plaats stadsrechten.
In de stad bevond zich in de Tweede Wereldoorlog krijgsgevangenenkamp 58 voor Duitse krijgsgevangenen. Het was waarschijnlijk het eerste dergelijke kamp in de Sovjet-Unie.

### Bevolkingsontwikkeling
| jaar | aantal inwoners |
| ---- | --------------- |
| 1897 | 5700            |
| 1926 | 1900            |
| 1939 | 5464            |
| 1959 | 6159            |
| 1979 | 7354            |
| 1989 | 9172            |
| 2002 | 8375            |
| 2010 | 7243            |
| 2017 | 6291            |

De bevolking bestaat voor ongeveer 61% uit Russen, 34% Mordwienen en 3% Tataren.

## Cultuur en bezienswaardigheden
Drie kilometer ten noordwesten van Temnikov ligt aan de oever van de Moksja het in 1659 gestichte Sanaksar-klooster (Russisch:Рождество-Богородичный Санаксарский монастырь; uitspraak Rozjdestvo-Bogoroditsjny Sanaksarski monastyr); in de 18. eeuw een van de belangrijkste religieuze centra van Rusland.
In de stad bevindt zich een streekmuseum.

## Economie
Temnikov heeft een gloeilampenfabriek, houtverwerkende bedrijven en bedrijven voor het maken van levensmiddelen. Temnikov ligt niet aan een autosnelweg en heeft geen spoorverbinding. Regionale wegen vormen de verbinding met Saransk en omliggende plaatsen.

## Persoonlijkheden
- Fjodor Oesjakov (1745–1817), Admiraal, heilige van de Russisch-Orthodoxe kerk; bracht zijn laatste levensjaren op zijn bezit bij Temnikov door en is in het klooster bijgezet.
- Theodor von Sanaksar (Ivan Oesjakov, 1718–1791), heilige van de Russisch-Orthodoxe kerk, oom van Fjodor, eveneens in het klooster bijgezet.